# 1970 en Iran
Chronologie de l'Iran
- 1966
- 1967
- 1968
- 1969
- 1970
- 1971
- 1972
- 1973
- 1974

Cette page présente les faits marquants de l'année 1970 en Iran.

## Événements
- Septembre : Élections locales (en)

## Culture

### Sortie de film
Sauf indication contraire, les informations mentionnées dans cette section peuvent être confirmées par les bases de données cinématographiques IMDb et SourehCinema (fa),  présentes dans la section « Liens externes ».
- Hassan, le chauve, réalisée par Ali Abbassi.
- Les Héros de Yucca, film américano-iranien réalisé par Jean Negulesco.
- Le Pain et la Rue, écrit et réalisé par Abbas Kiarostami.

## Sport
- Championnat d'Iran de football 1970-1971
- Participation de l'Iran aux Jeux asiatiques de 1970 (en)

## Naissances
- 4 mars : Pantea Bahram, actrice.
- 20 mai : Hengameh Ghaziani, actrice.
- 9 juin : Amin Hayai, acteur.
- 8 août : Narges Abyar, réalisatrice et scénariste.

## Décès
- 28 janvier : Hassan Taghizadeh, homme politique.
- 3 juillet : Abdul Hosein Amini, théologien et juriste.